# باشگاه فوتبال کلونیال
کلاب کلونیال یک باشگاه فوتبال حرفه‌ای در مارتینیک است که در شهر فور-دو-فرانس بازی می‌کند. آنها در سال ۲۰۰۷ در دسته اول مارتینیک بازی کردند، اما در پایان فصل به دسته پایین‌تر مارتینیک سقوط کردند. در سال ۲۰۰۹، آنها به مسابقات قهرمانی ملی مارتینیک برگشتند.

## افتخارات
- مسابقات قهرمانی ملی مارتینیک: ۱۹ قهرمانی
- کوپا ده لا مارتینیک: ۵ قهرمانی
- جام حذفی مارتینیک: ۳ قهرمانی
- لیگ آنتیل: ۱ قهرمانی
- کوپه دو فرانس: ۵ حضور